# Якутский автобус
Якутский автобус — основной и единственный вид городского и пригородного общественного транспорта в городе Якутск.

## История автобусного транспорта
Первые автобусы в Якутске появились в июне 1940 года, тогда и открылось пассажирское движение, первыми автобусами были ЗИС-8 которые прибыли в Якутск в июне 1940 в года в количестве 5 штук.
По другим данным, автобусное движение в Якутске открылось в 1935 году. Поначалу было только два автобусных маршрута. Первый ходил по городу и в Сергелях, а второй ходил по маршруту Город — Хатын-Юрях, включая Рабочий городок.
Второй моделью автобусов Якутска стали ГАЗ-03-30 которые появились в городе в июне 1940 года. Единственный автобус ЗИС-16 также поступил в июне 1940 года. Послевоенные данные о партиях новых автобусов в разных источниках везде разные.
В годы войны движение автобусов прекратилось и было возобновлено в 1950 году одной кольцевой линией.
На 1 января 1956 года в городе был зарегистрирован 41 автобус.
Постепенно увеличивалось и количество работающих автобусов, и количество автобусных маршрутов. В 60-е и 70-е годы оформились основные маршруты, составляющие костяк транспортной схемы Якутска и по нынешнее время. Таковы, например, маршруты № 1 «Залог — Вторчермет», № 2 «Гимеин — 17 квартал», № 3 «Гимеин — 17 квартал», № 4 «Залог — Аэропорт», № 5 «Радиоцентр — 17 квартал», № 8 «Сайсары — Речной порт» и так далее.
В 60-е и первой половине 70-х годов основной моделью автобуса в Якутске был ЛиАЗ-158.
Известно, что в 70-е годы в городе появились автобусы большого класса ЛиАЗ-677, которые работали до начала 10-х годов XXI века. В 80-е годы поступило также некоторое количество автобусов «Икарус», последний из которых работал примерно до 2005 г. на маршруте № 8. Самое большое количество автобусов ЛиАЗ-677 было в 80-х и 90х общим количеством около 150 штук на городских и пригородных маршрутов. В 1996 году в Якутск поступили новые автобусы ЛиАЗ-5256 в количестве 20 штук. В 90-е годы произошло полное замещение муниципального предприятия ЯПАП-1 частными перевозчиками на городских линиях. Муниципальное предприятие, которое теперь называется ЯПАК (Якутская пассажирская автотранспортная компания), остаётся, но обслуживает только пригородные маршруты.
В 2022 году, в честь столетия республики был запущен городской маршрут №100, который впервые за долгое время начали обслуживать МУП «ЯПАК». В 2024 году городской маршрут №1 полностью обновил автобусный парк и перешел под контроль МУП «ЯПАК». 
В 2022 году Якутск получил 100 новых автобусов, из которых 55 КАвЗ-4270.82, 35 ПАЗ-Vector Next и 10 КАвЗ-4238.35.
По состоянию на 2023 год планируется приобрести еще 50 новых автобусов до конца года разных классов. В сентябре 2023 года в Якутск завезли 1 автобус марки ЛиАЗ-5292.67.А в 2024 году появились  12 автобусов Волгабусов
18.11.2024 года был произведен первый этап транспортной реформы в городе, в ходе которой были ликвидированы маршруты №15 и №25. На их замену создали новый городской маршрут №12. Также были реформированы маршруты: 4, 5, 6, 14, 16, 19, 35. 
С 1 января 2025 года запустили два новых междугородних маршрутов «Якутск — Жатай — Якутск» №209 и №211. Маршруты заменили существующие маршруты № 109, № 111 с сохранением расписания и схемы движения по маршруту, с заездом в мкр. Бюджетная сфера в прямом и обратном направлениях. Стоимость проезда и количество остановок с автовокзала г. Якутска до ГО «Жатай» сохранены.

## Стоимость проезда
По состоянию на май 2025 года стоимость проезда составляет 46 рублей по безналичной оплате, 52 рубля по наличной оплате.